# Dominio del tempo
In matematica e nelle scienze applicate, l'analisi nel dominio del tempo di una funzione (o segnale) ne indica la descrizione standard rispetto alla variabile tempo, in contrapposizione con la rappresentazione nel dominio della frequenza (rappresentazione spettrale dei segnali) utilizzata in ingegneria, fisica e molti ambiti collegati.

## Descrizione
Nel dominio del tempo le funzioni possono essere definite o su una variabile continua (come i numeri reali {\displaystyle \mathbb {R} }) o su una variabile discreta (solitamente {\displaystyle t\in \mathbb {Z} }). Ad esempio, i sistemi dinamici si distinguono in sistemi continui e discreti in base al dominio di definizione della legge (iterazione o equazione differenziale) che ne determina l'evoluzione temporale. Per visualizzare segnali del mondo reale nel dominio del tempo si usa solitamente l'oscilloscopio.